# سنگ سیاهرگ

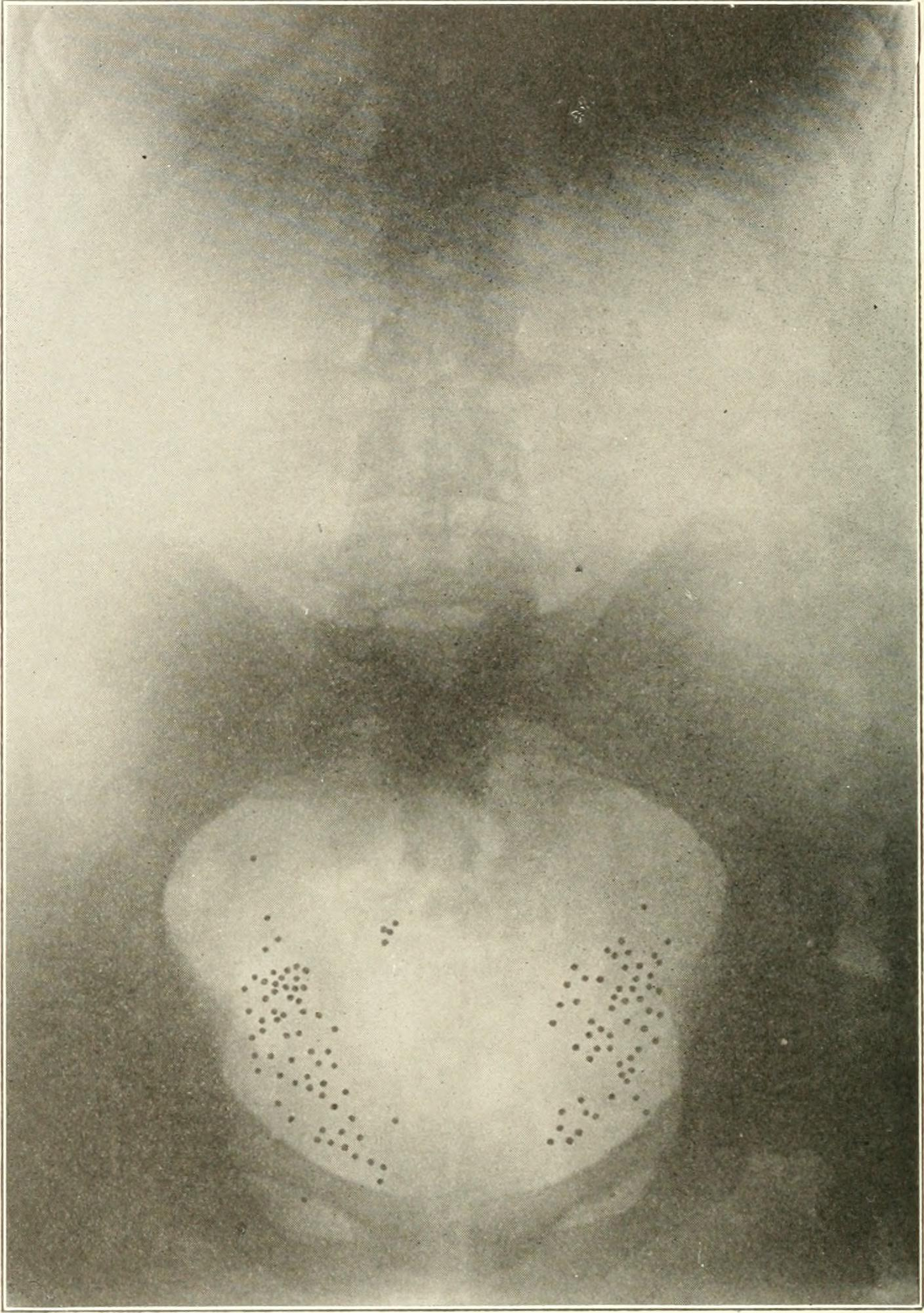
حدود ۵۰ سنگ سیاهرگ در لگن خاصره.

سنگ سیاهرگ یا فلبولیت (انگلیسی: Phlebolith) به کلسیم‌گرفتگی‌های کوچکی گفته می‌شود که در اطراف سیاهرگ‌ها ایجاد می‌شود. شایعترین محل ایجاد سنگ‌های سیاهرگ در رگ‌های لگن است و از نظر بالینی بیماری محسوب نمی‌شوند و یکی از دلایل آن می‌تواند افزایش سن باشد. بیشتر در خانم‌ها و معمولاً در طرف چپ لگن دیده می‌شوند.
نباید سنگ سیاهرگ را با سنگ‌های مجاری ادراری اشتباه گرفت. 